# グエン・トゥアン・アイン
グエン・トゥアン・アイン（阮俊英、ベトナム語：Nguyễn Tuấn Anh / 阮俊英、1995年5月16日 - ）は、ベトナム・タイビン省出身のサッカー選手。ベトナム代表。

## 経歴
2007年、ホアン・アイン・ザライ・アーセナルJMGアカデミー（HAGLアーセナルJMG）に入団した。2010年6月、JMGアカデミーの優秀選手に選ばれ、マリで行われた海外トレーニングに参加した。HAGLアーセナルJMGからはトゥアン・アインとグエン・コン・フオンの2人が選出された。2012年10月、HAGLアーセナルJMGの欧州遠征メンバーに選出された。チームはU-18アーセナルFCとの親善試合に1-0で勝利し、トゥアン・アインとコン・フオン、スアン・チュオン、ドン・チエウの4選手はアーセナル・ユースチームの練習に招待された。ロンドンから帰国後、ギリシャのオリンピアコスFCからも練習に招待されたが、半月板・靭帯の負傷により手術が必要になったため、練習参加は実現しなかった。2013年9月、AFF U-19ユース選手権で負傷からの復帰を印象付ける活躍を見せた。
2014年10月、HAGLアーセナルJMGはバオ・タインニエンカップ（U-21国際選手権）で優勝し、トゥアン・アインは大会最優秀選手賞を受賞した。大会後、準決勝の後に祖父が亡くなっていたが、家族は決勝戦への影響を考え、トゥアン・アインに知らせていなかったことが明らかにされた。
2015年1月4日、プロデビュー戦となったVリーグ 2015開幕戦のサンナ・カインホアFC戦でVリーグ初出場初得点を記録した。
2015年12月11日、横浜FCへの期限付き移籍が発表。2016年8月28日、天皇杯1回戦の山形大学との試合で先発フル出場し、横浜FCでの公式戦デビューを果たした。9月22日、天皇杯3回戦のAC長野パルセイロ戦において延長前半に公式戦初ゴールを記録し、これが決勝点となった。

## 個人成績
| 国内大会個人成績 | 国内大会個人成績     | 国内大会個人成績 | 国内大会個人成績 | 国内大会個人成績 | 国内大会個人成績 | 国内大会個人成績 | 国内大会個人成績 | 国内大会個人成績 | 国内大会個人成績 | 国内大会個人成績 | 国内大会個人成績 |
| 年度             | クラブ               | 背番号           | リーグ           | リーグ戦         | リーグ戦         | リーグ杯         | リーグ杯         | オープン杯       | オープン杯       | 期間通算         | 期間通算         |
| 年度             | クラブ               | 背番号           | リーグ           | 出場             | 得点             | 出場             | 得点             | 出場             | 得点             | 出場             | 得点             |
| ベトナム         | ベトナム             | ベトナム         | ベトナム         | リーグ戦         | リーグ戦         | リーグ杯         | リーグ杯         | オープン杯       | オープン杯       | 期間通算         | 期間通算         |
| ---------------- | -------------------- | ---------------- | ---------------- | ---------------- | ---------------- | ---------------- | ---------------- | ---------------- | ---------------- | ---------------- | ---------------- |
| 2015             | ホアンアイン・ザライ | 8                | Vリーグ          | 26               | 1                | -                | -                | 2                | 0                | 28               | 1                |
| 日本             | 日本                 | 日本             | 日本             | リーグ戦         | リーグ戦         | リーグ杯         | リーグ杯         | 天皇杯           | 天皇杯           | 期間通算         | 期間通算         |
| 2016             | 横浜FC               | 32               | J2               | 0                | 0                | -                | -                | 2                | 1                | 2                | 1                |
| 通算             | ベトナム             | ベトナム         | Vリーグ          | 26               | 1                | -                | -                | 2                | 0                | 28               | 1                |
| 通算             | 日本                 | 日本             | J2               | 0                | 0                | -                | -                | 2                | 1                | 2                | 1                |
| 総通算           | 総通算               | 総通算           | 総通算           | 26               | 1                | 0                | 0                | 4                | 1                | 30               | 2                |

## 代表歴

### 試合数
- 国際Aマッチ 41試合 1得点（2016年-）[9]

| ベトナム代表 | 国際Aマッチ | 国際Aマッチ |
| 年           | 出場        | 得点        |
| ------------ | ----------- | ----------- |
| 2016         | 6           | 1           |
| 2017         | 1           | 0           |
| 2018         | 0           | 0           |
| 2019         | 5           | 0           |
| 2020         | 0           | 0           |
| 2021         | 12          | 0           |
| 2022         | 8           | 0           |
| 2023         | 9           | 0           |
| 2024         |             |             |
| 通算         | 41          | 1           |

## タイトル
- U-19ベトナム代表
  - AFF U-19ユース選手権 準優勝 (2) : 2013, 2014
  - ハサナル・ボルキアカップ 準優勝 (1) : 2014
- U-23ベトナム代表
  - AFC U-23選手権2016 (予選) : 2015